# Ring van Gyges
De ring van Gyges of Gyges' ring is een mythisch en magisch artefact waar de Griekse filosoof Plato over vertelt in het tweede boek van zijn Staat (2.359a-2.360d). Wie de ring bezat kon als hij dat wilde onzichtbaar worden. De Lydische herder Gyges vond deze ring, ging naar de koning van zijn land, verleidde diens vrouw en vermoordde hem om zelf koning te worden. Glaucons verhaal over de ring van Gyges suggereert dat de enige reden dat mensen moreel handelen, is dat het ze aan de macht ontbreekt om zich anders te gedragen. Met andere woorden: neem de angst voor straf weg, en de "rechtvaardige" mens zal zich net zoals de onrechtvaardige gedragen: onrechtvaardig en immoreel.

## Verhaal
In het eerste boek van De Staat, waarin de sofist Thrasymachos tegenover Socrates de verdediging van het recht van de sterkste voert, ondersteunt Plato het idee dat het onrechtvaardig handelen lonend is (en ongetwijfeld lonender is dan lijden) en dat gerechtigheid eigen is aan de zwakkeren. De weerlegging van Socrates overtuigt Glaucon en Adeimantos, Plato's twee broers (in deze dialoog), niet volledig. Om de positie van Thrasymachus beter te bespreken, neemt Glaucon deze positie op zijn rekening (wat niet betekent dat hij ermee akkoord gaat). Hij illustreert zijn redevoering met de fabel van Gyges.
Gyges ontdekt dat als hij de ringkas van een bepaalde ring (bij toeval ontdekt toen als gevolg van hevige slagregen de aarde openspleet voor hem) naar het binnenste van zijn hand keert, hij onzichtbaar wordt. Omdat hij dit kan, slaagt hij erin lid te worden van de boodschappers van de koning van zijn land. Daar kan hij, dankzij zijn onzichtbaarheid, de koningin verleiden, spant hij een complot met haar aan, waarna ze de koning vermoorden om de macht te grijpen. Door zijn onzichtbaarheid kan niets hem tegenhouden.
De vraag die dit verhaal bij de broers van Plato oproept, is duidelijk: Is het feit van een rechtschapen man te zijn, niet gewoon de zwakte om de wetten en de moraal te respecteren?
Dit is de vraag naar het nut van een moraal.

## Context
Het eerste boek van de Staat bestaat voornamelijk uit een aantal pogingen tot definities van rechtvaardigheid, voorgesteld door Socrates. Het is vooral Thrasymachos die de definitie van rechtvaardigheid beschrijft. Volgens hem betekent rechtvaardigheid dat iemand de wetten respecteert, ook wanneer dat onvoordelig voor hem is. Met andere woorden, rechtvaardig zijn is dus te onhandig of lafhartig zijn om met de moraal en de wetten zichzelf te dienen. Een slimmer en cynischer mens zal doen alsof hij de wetten en de moraal volgt om zijn eigen belangen beter te dienen.